# Jean-Marie Forest
Pour les articles homonymes, voir Forest.
 (juillet 2024).
Jean Marie Forest, né le 4 février 1752 à Lyon (Rhône), mort le 12 juin 1799 à Modène (Italie), est un général de la révolution française.

## États de service
Il entre en service le 31 août 1768, dans les dragons de Custine, future 2e régiment de chasseurs, il devient brigadier le 17 septembre 1777, fourrier le 15 avril 1783, et adjudant le 1er octobre 1784.
Le 1er mai 1788, il passe lieutenant surnuméraire, lieutenant le 15 septembre 1791, et capitaine le 15 septembre 1792. Il sert en cette qualité dans les campagnes de 1792-1793 à l’armée du Rhin, et il est nommé chef d’escadron le 12 octobre 1793.
Il est promu général de brigade provisoire le 11 juin 1794, il est confirmé dans ce grade le 29 novembre 1794. Il fait les campagnes de 1794 à 1796, aux armées du Rhin, et de Rhin-et-Moselle, et il est réformé le 13 février 1797. Le 4 mai 1798, il est rappelé au service et envoyé à l’armée d’Italie, où il commande une brigade de cavalerie dans l’armée de Naples, sous les ordres de Championnet. Il se signale par sa bravoure à la tête des 7e et 25e régiments de chasseurs, au combat de la plaine de Storta le 15 décembre 1798, et la nuit suivante, il repousse une attaque surprise tentée par l’ennemi sur la porte de Saint-Jean-de Latran à Rome.
Le 25 février 1799, il sabre l’ennemi à la bataille de San Severo, et il meurt le 12 juin 1799, à la bataille de Modène, atteint par deux coups de biscaïen.

## Sources
- (en) « Generals Who Served in the French Army during the Period 1789 - 1814: Eberle to Exelmans »
- Jacques Charavay, Les généraux morts pour la patrie, 1792-1871 : notice biographiques, Au siège de la société, 1893, 160 p. (lire en ligne), p. 69.
- Galeries historiques du Palais de Versailles, tome IV, 1840 (lire en ligne)
- Georges Six, Dictionnaire biographique des généraux & amiraux français de la Révolution et de l'Empire (1792-1814), Paris : Librairie G. Saffroy, 1934, 2 vol., p. 457